# Dosel arbóreo

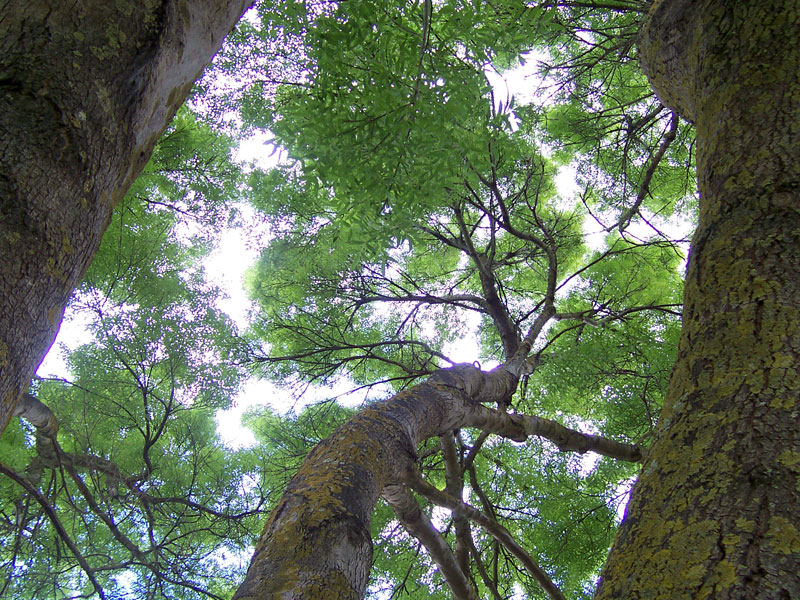
Dosel arbóreo de un bosque.

El dosel arbóreo, dosel forestal o techo es el hábitat formado por las copas de los árboles de un bosque. 
Es un factor ecológico importante, ya que limita la cantidad de luz que alcanza los hábitats que se encuentran bajo él, y condiciona el reparto del agua de precipitación hacia el suelo. Como consecuencia, los suelos de la selva y de los bosques densos tienen, considerablemente, una menor cantidad de vegetación que el resto de las capas del bosque.    
Para medir su densidad se utiliza el índice de área foliar.  